# Castelfranco Veneto

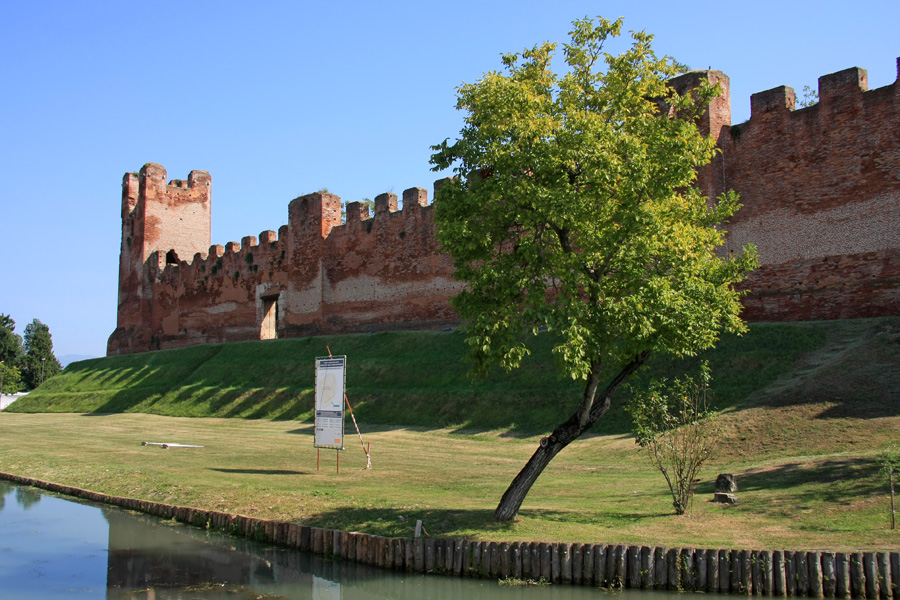
Historische Stadtmauer

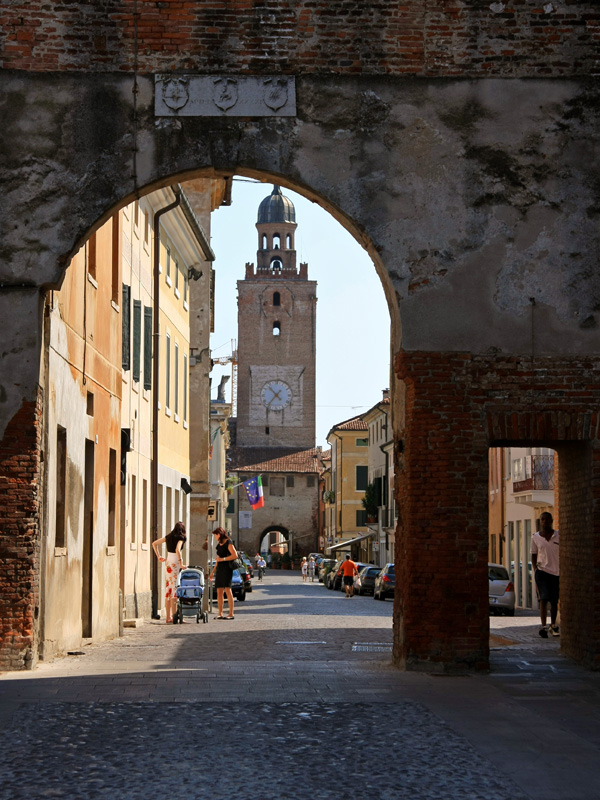
Das Westtor zum historischen Stadtzentrum

Castelfranco Veneto ist eine nordostitalienische Gemeinde (comune) mit 33.057 Einwohnern (Stand 31. Dezember 2023) in der Provinz Treviso in der Region Venetien. Die Gemeinde liegt etwa 25 Kilometer westlich von Treviso, etwa 30 Kilometer nördlich von Padua und ca. 30 Kilometer östlich von Vicenza. Im Nordwesten liegt ca. 20 Kilometer entfernt Bassano del Grappa, im Nordosten in gleicher Entfernung Montebelluna. Die Gemeinde grenzt im Süden an die Provinz Padua.
Die Stadt ist seit 1877 ein Eisenbahnknotenpunkt für Verbindungen von Trient nach Venedig, Vicenza nach Venedig und Calalzo di Cadore nach Padua.
Bislang war die Gemeinde zweimal Etappenort des Giro d’Italia.

## Geschichte
Die Ursprünge der Ortsgründung liegen in einer Festungsanlage, die der Stadtstaat Treviso gegen den verfeindeten Stadtstaat Padua um 1195 am Kreuzungspunkt der Römerstraßen nach Vicenza und von Padua nach Asolo errichtete. Rund hundert Familien siedelten hier nach der Gründung, denen als Anreiz ihre Häuser geschenkt wurden. Als Ausgleich für ihre Verteidigungsleistungen wurde den Bürgern Steuerfreiheit gewährt, daher der Name castel franco. 1220 setzte Padua den Trevisanern ihre Festung Cittadella mit ellipsenförmiger Verteidigungsmauer entgegen. Ezzelino III. da Romano konnte die Stadt 1246 erobern. 1329 erlangte Cangrande I. della Scala, Herr über Verona, kurz vor seinem Tod die Herrschaft. Im Januar 1339 gelangte Castelfranco Veneto gemeinsam mit Treviso in den Machtbereich der Republik Venedig. Die danach friedliche Stadtgeschichte wurde nur durch die Besetzung während des Krieges gegen die Liga von Cambrai unterbrochen, als Kaiser Maximilian I. hier sein Hauptquartier aufschlug.

## Kultur und Sehenswürdigkeiten

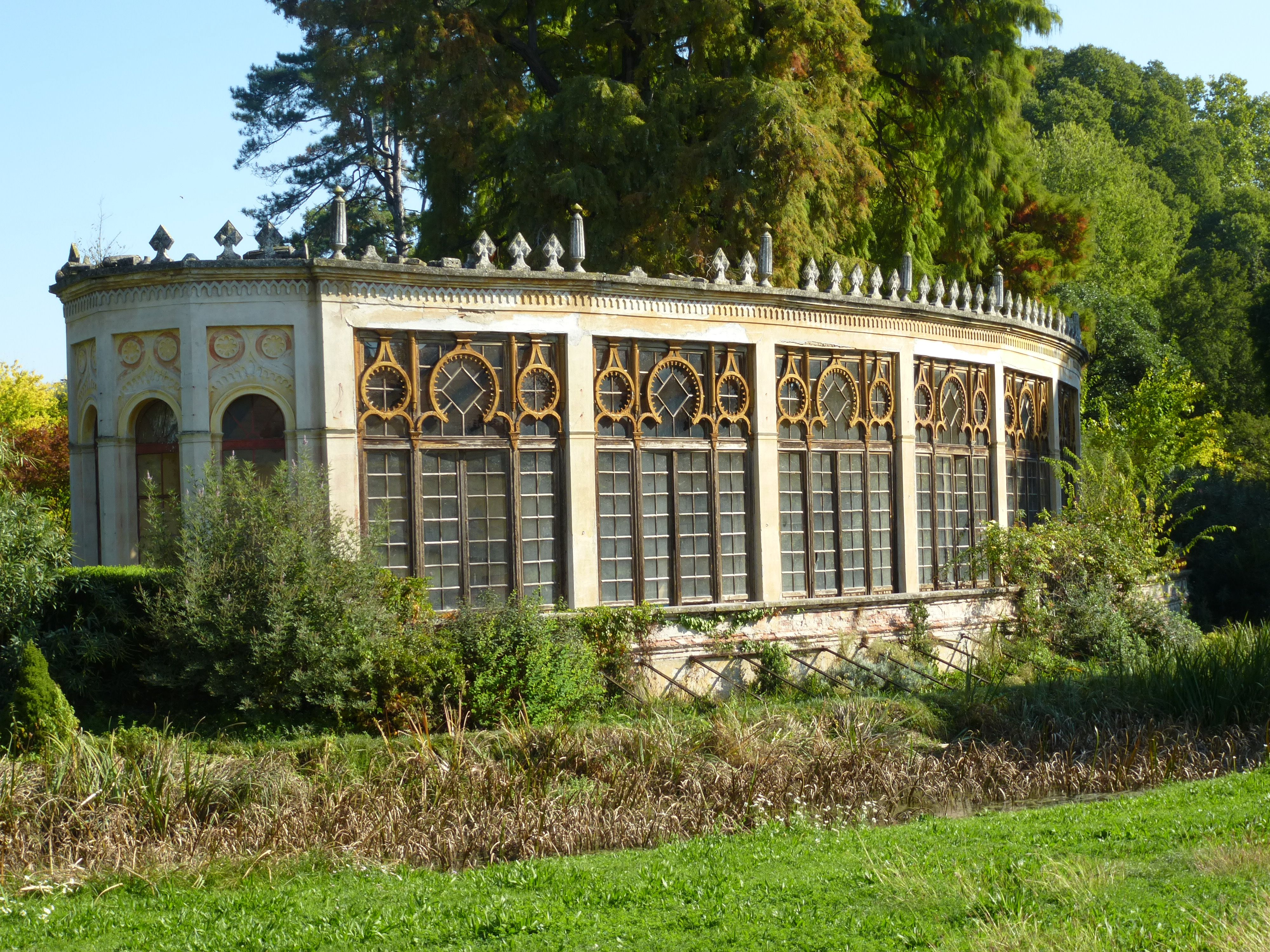
Bootshaus im Revedin Bolasco-Park

Das Stadtzentrum hat eine gut erhaltene quadratische Festungsanlage mit Eck- und Mitteltürmen an den vier Toren und vorgelagertem Graben durch Umleitung des Sile. Dieser Grundriss wird auf ein römisches castrum zurückgeführt. Die Backsteinmauern sind 17 m hoch und 1,75 m breit. Inmitten der befestigten Altstadt liegen der Dom mit der Pala di Castelfranco, einem der wenigen erhaltenen Gemälde des in Castelfranco geborenen Renaissancemalers Giorgione, und das Museum Casa Giorgione, wohl Giorgiones Wohnhaus, in der Casa Marta-Pellizzari. Im Obergeschoss befindet sich an der Ostwand des Hauptsaales unter der Holzbalkendecke ein in Grisailletechnik gemalter brauner Fries von Giorgone (1502/1503). An der zur Straße liegenden linken Wand sind Gegenstände und Symbole der Geisteswissenschaft, der Physik und Kunst. So wird mit zwei Scheiben Sonnen- und Mondfinsternis beschrieben, weiter Waffen und Musikinstrumente. 1878 wurde das Giorgione-Denkmal errichtet.

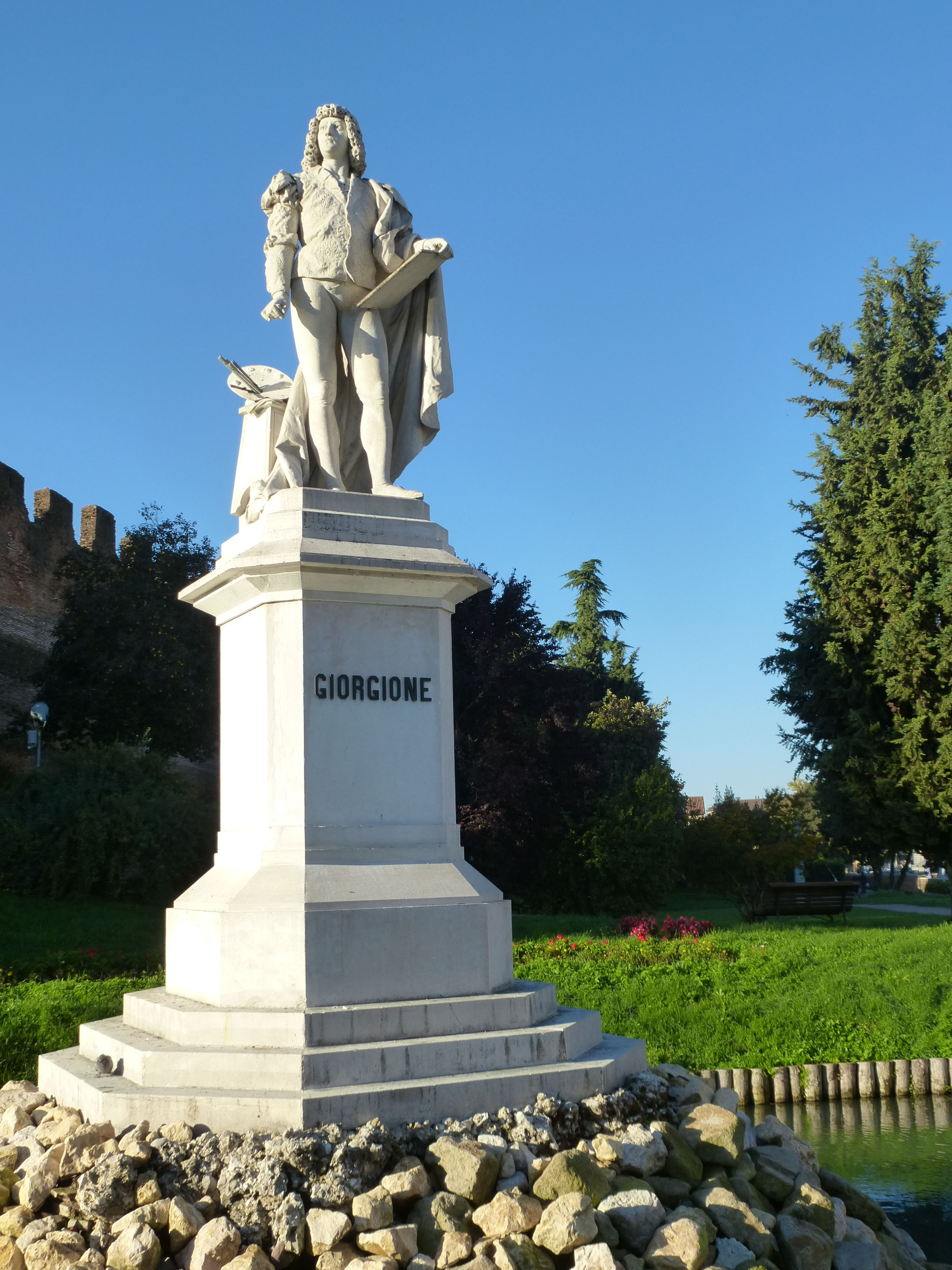
Giorgione-Denkmal (1878)

Im nördlich gelegenen sogenannten Borgo Treviso befindet sich die Villa Revedin Bolasco aus dem 19. Jahrhundert umgeben von einem mehr als 7 Hektar großen romantischen Park im englischen Stil. Im Park mit See befinden sich mehr als 1000 Bäume 65 verschiedener Arten, viele sind bis zu 125 Jahre alt. Es befindet sich dort eine Reitmanege umsäumt mit 52 Statuen, davon 44 von Orazio Marinali (1644–1720) und seiner Werkstatt.

## Städtepartnerschaften
- Guelph, Ontario, Kanada

## Persönlichkeiten
- Giorgione (1478–um 1510), Maler
- Agostino Steffani (1654–1728), katholischer Bischof und Komponist des Barock
- Guglielmo Righini (1908–1978), Astronom
- Tina Anselmi (1927–2016), Politikerin (DC)
- Fabio Sartor (1954–2024), Schauspieler
- Francesco Guidolin (* 1955), Fußballspieler und -trainer
- Donatella Rettore (* 1955), Sängerin
- Eugenio Menegon (* 1966), Historiker und Sinologe
- Claudio Coldebella (* 1968), Basketballspieler
- Matteo Tosatto (* 1974), Radrennfahrer
- Alessandro Ballan (* 1979), Radrennfahrer
- Maurizio Bobbato (* 1979), Mittelstreckenläufer
- Paolo Simion (* 1992), Radrennfahrer
- Samuele Battistella (* 1998), Radrennfahrer